# 2021–2022年伊拉克政治危機
2021–2022年伊拉克政治危機是指自2021年伊拉克議會選舉举以来伊拉克境內出现的政治危机。在此期間伊拉克議員們无法组建一個稳定的联合政府，也无法选出新伊拉克总统。 

## 歷史
2021年11月，伊拉克總理府遭無人機襲擊，造成5人受傷。伊拉克总理穆斯塔法·卡迪米並未受傷。11月18日，穆克塔达·萨德尔表示，他希望组建一個多數派政府。
根据伊拉克宪法，在议会议长選出後的30天内必须选新出总统。
截至2022年5月，伊拉克新政府仍然尚未組建，新總統也一直沒有上任。 2022年6月13日，隸屬於萨德尔集团的73名议员宣佈辞职。6月23日，伊拉克国民议会新當選的73名議員宣誓就职。此時由努里·马利基领导並受伊朗支持的政党联盟在伊拉克国民议会的席位增至130席。
7月17日，努里·马利基的秘密录音曝光，他在录音中批评了穆克塔达·萨德尔。
7月25日，努里·马利基支持的政黨聯盟提名穆罕默德·希亚·苏达尼出任新总理。
7月27日，由于不滿伊朗持續干涉伊拉克內政，穆克塔达·萨德尔的支持者衝擊伊拉克国民议会議會大樓。後來穆克塔达·萨德尔呼籲支持者撤出議會大樓，有些支持者聽從了穆克塔达·萨德尔的吩咐。  不顧此後依然有数千名穆克塔达·萨德尔的支持者在议会大楼內安營扎寨。 
8月3日，穆克塔达·萨德尔呼吁提前举行議會选举。
8月29日，穆克塔达·萨德尔在推特上宣布退出政壇。当天晚些时候，他的支持者冲进伊拉克总统府，並與伊拉克军队發生冲突，导致至少30人死亡。 伊拉克军队宣布全国實施宵禁。與此同時，伊拉克南部的巴士拉和米桑省也爆发了抗议和冲突。 
8月30日，衝突蔓延至卡爾巴拉，並且巴士拉的衝突有所升级，位于卡尔巴拉的伊拉克议会办公室遭到示威者衝擊， 另外乌姆卡斯尔港的入口也被示威者封鎖。